# Régence du royaume d'Espagne

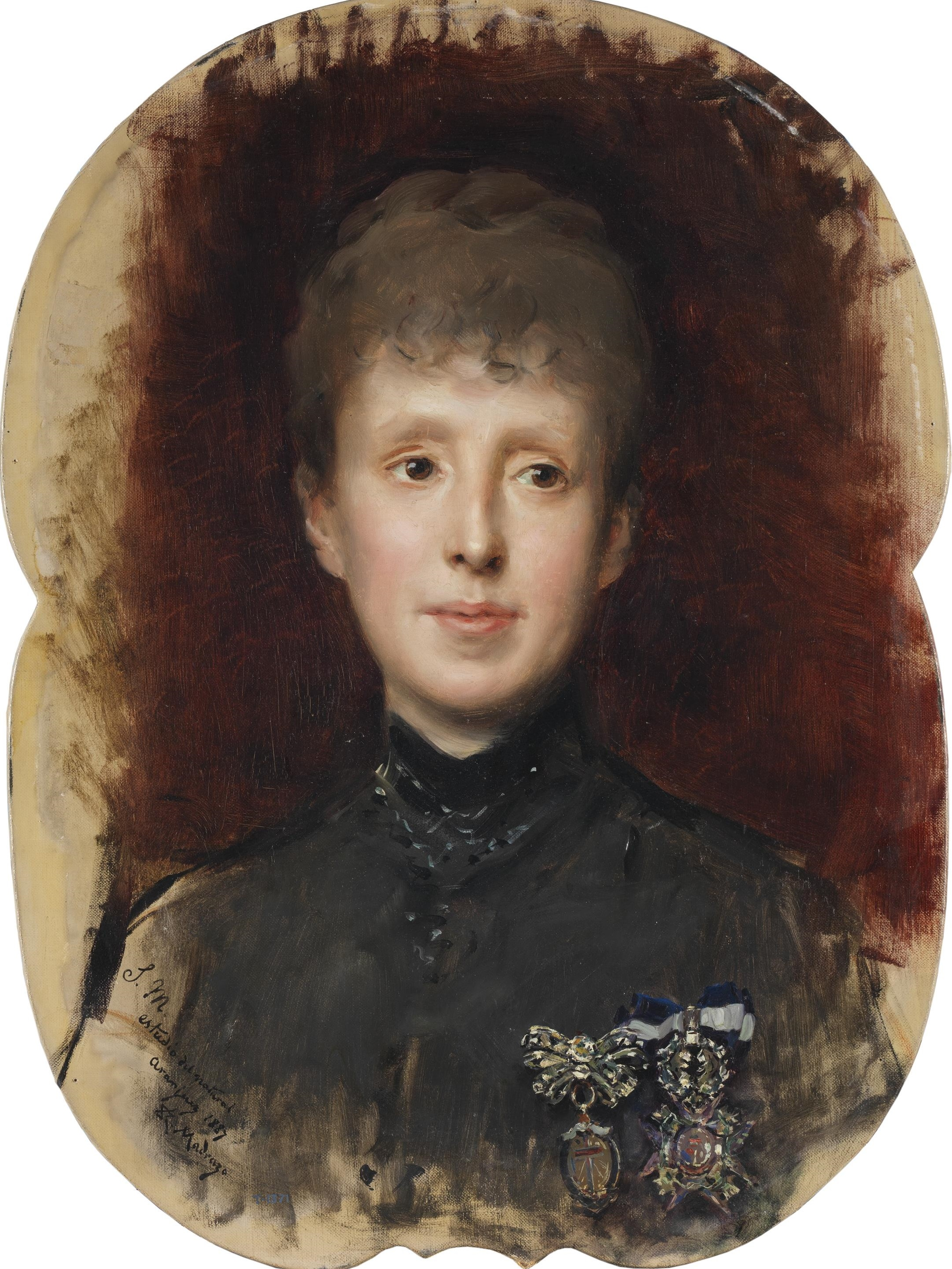
La régence de la reine Marie-Christine d'Autriche a duré plus de 16 ans (1885-1902), la plus longue de l'histoire d’Espagne.

La régence du royaume est l'une des formes d'exercice des pouvoirs et fonctions qui correspondent au titulaire de la Couronne d'Espagne. Il s'agit d'une formule constitutionnellement réglée, mais exceptionnelle, puisqu'elle suppose le déplacement, non pas de la titularité de la Couronne ni de sa position juridique —qui demeurent uniquement en la personne du roi ou de la reine d'Espagne—, mais de l'exercice de ses attributions. Cet exercice est confié à une institution temporelle, la régence, qui s'inscrit dans le régime institutionnel de la Couronne au sein de la monarchie parlementaire espagnole, mais qui assume de jure et de facto les compétences de son ou sa titulaire pour un temps ou pour des circonstances déterminées.
Étant donné que la régence ne prive pas le roi ou la reine de sa condition, celle-ci doit toujours s'exercer par mandat constitutionnel et au nom du monarque.

## Cas de régence
L'importance historique qu'ont eu en Espagne les nombreuses périodes de régence a induit les Cortes constituantes de la Constitution de 1978 à rédiger avec un soin et un détail particuliers les règles relatives à cette institution.
Ainsi, conformément à l'article 59 de la Constitution, il existe deux situations pour lesquelles est prévu un régime de régence. La régence ne peut s'établir sous aucune autre circonstance, sauf réforme constitutionnelle. Voici les circonstances dans lesquelles une régence est instituée:
- En cas de minorité du titulaire de la Couronne, et jusqu'à sa majorité, sont appelés à l'exercer le père ou la mère survivant(e) ou, à défaut, le parent majeur le plus proche dans la succession à la Couronne, selon l'ordre établi à l'article 57 de la Constitution.
- Si le titulaire de la Couronne devient incapable pour l'exercice de ses fonctions et de son autorité (par exemple en cas d'incapacité physique absolue, d'aliénation du jugement, etc.) et que cette impossibilité est reconnue par les Cortes Generales, l'héritier du trône, à savoir le prince ou la princesse des Asturies, s'il ou elle est majeur(e), est automatiquement appelé à l'exercice de la régence. Si l'héritier est mineur, il y est pourvu conformément aux dispositions relatives à la minorité du roi, jusqu'à ce que le prince ou la princesse des Asturies atteigne la majorité.

## Formes
Si l'une des hypothèses antérieures se produit, la régence peut être de type unipersonnelle, auquel cas elle est exercée par un parent du roi ou de la reine, celui-ci pouvant être le consort veuf, le prince héritier ou, plus rarement, un infant d'Espagne. Dans ces cas, la régence est exercée par une personne seule.
Cependant, il est possible que la régence ne puisse pas être pourvue par les personnes naturellement appelées à l'exercer, selon l'ordre mentionné, au sein de la famille royale. Dans ce cas, la régence doit être nommée par les Cortes Generales, et pourra être soit unipersonnelle, soit collégiale, auquel cas elle se composera de trois ou cinq personnes.

## Le régent
Le ou les régent(s) doivent réunir quelques conditions cumulatives, sans lesquelles ils ne peuvent pas accéder à cette charge:
- Être en possession de la nationalité espagnole;
- Être majeur[3].

La régence est, en plus d'une fonction constitutionnelle, un titre et une dignité nobiliaire. Les régents du royaume portent le prédicat d'altesse et les honneurs correspondant au prince des Asturies, sauf s'ils possèdent déjà un prédicat ou une dignité supérieure. Par exemple, si la régente est la reine douairière, elle continue de porter à vie le titre de reine avec prédicat de majesté.

## Tutelle du roi mineur
La reine consort ou le consort de la reine peut exercer, en plus de la régence, une autre fonction qui, même si elle s'inscrit plus dans la sphère privée, a toutefois une signification politique importante, c'est pourquoi elle est inscrite dans la Constitution. Il s'agit de la tutelle du roi mineur. En effet, dans les cas où le titulaire de la Couronne, roi ou reine d'Espagne, est mineur, il incombe à une personne, espagnole de naissance et majeure, d'exercer une fonction de tutelle sur le monarque. La désignation de cette tutelle peut provenir de trois sources de légitimité différentes et subsidiaires, dans l'ordre suivant:
- Tutelle testamentaire, le tuteur étant désigné par le monarque défunt par testament[6] ;
- Tutelle légitime, qui correspond au père ou mère survivant (d'ordinaire le consort survivant, mais pas nécessairement);
- Tutelle parlementaire, désignée par les Cortes Generales lorsqu'aucune des antérieures ne peut être pourvue.

Le tuteur du monarque ne peut exercer aucune fonction de représentation politique.